# Litoria rothii
Litoria rothii (Roth's tree frog o Northern laughing tree frog) es una especie de anfibio anuro del género Litoria, de la familia Hylidae.

## Distribución geográfica
Es especie originaria de  Australia. Vive en Australia Occidental, el Territorio del Norte y Queensland.
Puede crecer hasta 5.0 cm de largo.  Cada rana puede cambiar su color de marrón muy claro durante el día a marrón oscuro por la noche.  Tiene pigmentación amarilla y negra en las patas y la ingle. Hay discos en cada dedo del pie.
Esta rana puede vivir en cualquiera de varios hábitats, como los bosques costeros y los pantanos temporales y permanentes, pero prefiere los matorrales ribereños. Se ha encontrado cerca de plantaciones de fruta y puede ser transportada accidentalmente mientras se esconde entre la fruta.
Esta rana pone huevos en cuerpos de agua temporales y en lugares que se inundan temporalmente. Los renacuajos se convierten en ranas después de 65 días.  Las renacuajos son amarillos en color y pueden crecer a 6.0 cm de largo.